# Dating Naked UK
Dating Naked UK è un dating show televisivo, versione britannica del format statunitense Dating Naked. Lo show, presentato da Rylan Clark è stato trasmesso da Paramount+ dal 23 agosto 2024. A differenza della versione statunitense le nudità dei concorrenti non sono sfocate.
Il 4 settembre 2024, lo show è stato rinnovato per una seconda stagione.

## Episodi
| Stagione    | Episodi | Prima TV originale |
| ----------- | ------- | ------------------ |
| Prima serie | 10      | 2024               |

## Concorrenti

### Stagione 1
- Tiegan Rudge
- Mike Durrant
- Emily Ivy
- Chrislove Brandt
- Romeo Larmond
- Dominik Herbert
- Rico Hammett
- Dan Ash
- Lauren Beschi
- Billy Field
- Tiarne Butler
- Jono Brown
- Zach Schaefer
- Monika Lara Smith
- Leylah Linda
- Sean Wepener
- Joey Staerkle